# Krater na Ziemi Wilkesa

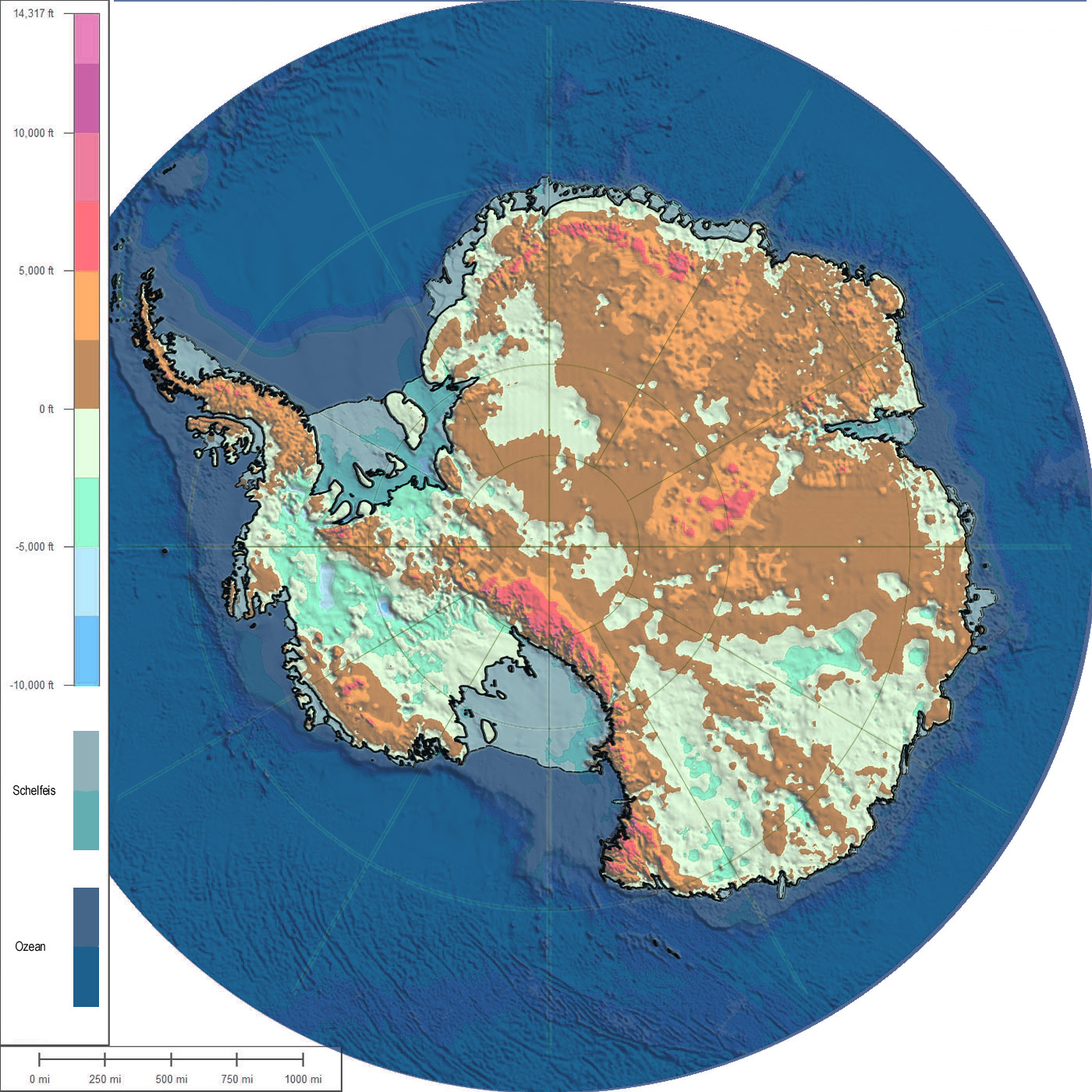
Topografia podłoża skalnego Antarktydy. W prawej dolnej części ilustracji znajduje się kolista struktura, której środek znajduje się na 70°S i 120°E, a która może być pozostałością krateru uderzeniowego.

Krater na Ziemi Wilkesa – hipotetyczny krater uderzeniowy znajdujący się pod lądolodem na antarktycznej Ziemi Wilkesa. Jego istnienie jest postulowane ze względu na ukształtowanie podłoża lądolodu, oraz obecność anomalii grawimetrycznej i magnetycznej na tym obszarze. Rozmiary tej struktury wskazują, że jest to jeden z największych (niepotwierdzonych) kraterów uderzeniowych na Ziemi, a postulowany czas jego powstania zbiega się z wymieraniem permskim, największym masowym wymieraniem w fanerozoiku. Przeszkodą w weryfikacji hipotezy impaktowego pochodzenia tej struktury jest jej położenie pod lądolodem, przez co próbki skał nie są dostępne.
Innymi możliwymi wyjaśnieniami anomalii grawitacyjnej na Ziemi Wilkesa jest obecność bazaltowych pokryw lawowych, potężnej intruzji gabrowej lub innego ciała o podwyższonej gęstości w skałach poniżej basenu na Ziemi Wilkesa.

## Wstępne analizy
Badania sejsmiczne oraz przy użyciu georadaru wskazały, że pod lodowcem pokrywającym Ziemię Wilkesa znajduje się kolista struktura o proporcjach (średnicy, głębokości i wysokości krawędzi) odpowiadających kraterom uderzeniowym na Ziemi i innych ciałach niebieskich. Obszar ten nie jest zrównoważony izostatycznie. Zidentyfikowana została depresja o średnicy 243 km i głębokości 848 m; jej położenie zbiegało się z ujemną anomalią grawitacyjną, zmierzoną podczas ekspedycji w sezonie letnim 1959/60. Środek wskazanej struktury miał mieć współrzędne 71°30′S 139°30′E/-71,500000 139,500000. Jednakże późniejsze sondowania radarowe przeprowadzone z samolotów nie potwierdziły istnienia krateru we wskazanym obszarze.

## Anomalia grawimetryczna
W 2006 r. dzięki pomiarom grawimetrycznym dokonanym przez niemiecko-amerykańskie sondy kosmiczne GRACE potwierdzono obecność pod lądolodem struktury, która może być kraterem uderzeniowym o średnicy ok. 480 km. Wskazuje na to szczególnie obecność maskonu, czyli koncentracji masy; na Księżycu takie zjawisko towarzyszy największym basenom uderzeniowym pod morzami księżycowymi.

## Anomalia magnetyczna
Pomiary sztucznych satelitów CHAMP, Ørsted i Magsat wskazują ścienienie skorupy ziemskiej na Ziemi Wilkesa. Występująca w tym obszarze skorupowa anomalia magnetyczna jest najsilniejszą spośród zmierzonych na Antarktydzie, jej położenie zgadza się z położeniem anomalii grawimetrycznej.

## Wiek
Porównanie z innymi wielkimi kraterami na Ziemi daje pewne informacje na temat struktury na Ziemi Wilkesa. Anomalia grawitacyjna związana z kraterem Chicxulub z przełomu kredy i paleogenu jest wykrywalna w badaniach lotniczych, ale już nie satelitarnych, co wskazuje, że w dużym stopniu osiągnął już równowagę izostatyczną. Badania satelitarne nie wykazują również istnienia maskonu w miejscu największego pewnego impaktu na Ziemi, którego pozostałością jest krater Vredefort w Południowej Afryce. Obecność maskonu na Ziemi Wilkesa sugeruje, że impakt – jeżeli miał miejsce – nastąpił znacznie później niż ten w Afryce. Badacze przypuszczają, że powstał on ok. 250 milionów lat temu, na przełomie permu i triasu.

## Skutki impaktu
Anomalia magnetyczna rozciąga się na obszar południowej Australii, co jest spójne z hipotezą powstania tej anomalii w czasie, gdy kontynenty te były połączone. Planetoida, która mogła utworzyć tak olbrzymi krater, musiałaby być 4 do 5 razy większa niż impaktor odpowiedzialny za powstanie krateru Chicxulub, związanego z wymieraniem kredowym (wyginięciem m.in. dinozaurów). Jeżeli strukturę na Ziemi Wilkesa faktycznie utworzyło uderzenie ciała niebieskiego, to prawdopodobnie było ono jedną z głównych przyczyn wymierania permskiego. Na przełomie permu i triasu, na antypodach krateru na Ziemi Wilkesa trwał niezwykle wzmożony wulkanizm, często uznawany za zasadniczą przyczynę wymierania; nie można wykluczyć związku tych zjawisk. Uderzenie mogło także przyczynić się do rozpadu superkontynentu Gondwany, osłabiając litosferę i ułatwiając powstanie doliny ryftowej, która rozerwała ten ląd. Może to także wyjaśniać nietypową asymetrię tego ryftu: skorupa po stronie australijskiej nie wykazuje ścienienia obserwowanego na Antarktydzie.